# Julio Abbadie
Julio César Abbadie Gismero (ur. 7 września 1930 w Montevideo, zm. 16 lipca 2014 tamże) – piłkarz urugwajski, napastnik, prawoskrzydłowy. Wzrost 173 cm, waga 72 kg. Następca legendarnego Ghiggi.
Przez znaczną część swej kariery grał w klubie CA Peñarol z którym zdobył w 1966 roku Puchar Wyzwolicieli a następnie klubowy Puchar Świata.
W latach 1956 – 1962 grał we Włoszech, w klubach Genoa CFC i Lecco. Łącznie w Serie A rozegrał 140 meczów w których zdobył 31 bramek.
W reprezentacji Urugwaju rozegrał 27 meczów oraz wziął udział w mistrzostwach świata w 1954 roku, gdzie zdobył dwie bramki w meczu ze Szkocją. Ponadto zagrał jeszcze w trzech meczach – z Czechosłowacją, Anglią i Austrią.
Był w kadrze "40" na mistrzostwa świata w 1966 roku.